# Gemünden am Main
Gemünden am Main is een plaats in Duitsland, het ligt in het noorden van Beieren aan de Main.
De naam komt uit het Oudhoogduits en betekent riviermondingen. De Sinn mondt er in de Fränkische Saale uit, die er zelf weer in de Main uitmondt. Bij deze samenloop ligt het historische centrum.
De stad komt voor het eerst in 1243 in de geschiedenis voor. Tijdens de Tweede Wereldoorlog heeft de stad onder bombardementen geleden, maar is daarna weer hersteld.

## Partnergemeenten
- Duiven, Nederland
- Nals, Italië
- Zella-Mehlis, Duitsland

## Geboren in Gemünden am Main
- Andreas Kümmert (1986), muzikant

Arnstein ·
Aura im Sinngrund ·
Birkenfeld ·
Bischbrunn ·
Burgsinn ·
Erlenbach bei Marktheidenfeld ·
Esselbach ·
Eußenheim ·
Fellen ·
Frammersbach ·
Gemünden am Main ·
Gössenheim ·
Gräfendorf ·
Hafenlohr ·
Hasloch ·
Himmelstadt ·
Karbach ·
Karlstadt ·
Karsbach ·
Kreuzwertheim ·
Lohr am Main ·
Marktheidenfeld ·
Mittelsinn ·
Neuendorf ·
Neuhütten ·
Neustadt am Main ·
Obersinn ·
Partenstein ·
Rechtenbach ·
Retzstadt ·
Rieneck ·
Roden ·
Rothenfels ·
Schollbrunn ·
Steinfeld ·
Thüngen ·
Triefenstein ·
Urspringen ·
Wiesthal ·
Zellingen